# Julianna O'Connor-Connolly
Juliana O'Connor-Connolly là một chính trị gia người Cayman, cựu Chủ tịch Hội đồng Lập pháp của Quần đảo Cayman và Thủ hiến Quần đảo Cayman. O'Connor-Connolly từng là Thủ tướng của Quần đảo Cayman từ ngày 19 tháng 12 năm 2012 đến ngày 29 tháng 5 năm 2013 O'Connor-Connolly hiện đang là Thành viên được bầu cho quận Cayman Brac và Little Cayman, phục vụ nhiệm kỳ thứ sáu của bà trong Hội đồng Lập pháp Quần đảo Cayman.
O'Connor-Connolly là nữ Thủ tướng đầu tiên của Quần đảo Cayman. Trước khi trở thành Thủ tướng, bà là Phó Thủ tướng phục vụ từ tháng 11 năm 2009 đến tháng 12 năm 2012. Năm 1997, O'Connor-Connolly trở thành bộ trưởng phụ nữ đầu tiên của Cayman khi bà được chọn để lấp chỗ trống trong Hội đồng điều hành với tư cách là Bộ trưởng các vấn đề cộng đồng, thể thao, phụ nữ, thanh niên và văn hóa. O'Connor-Connolly trước đây đã từng là Chủ tịch của Hội đồng Lập pháp từ tháng 11 năm 2001 đến tháng 10 năm 2003. Từ tháng 10 năm 2003 đến tháng 4 năm 2005, bà là Bộ trưởng Kế hoạch, Truyền thông, Quản trị và bàng nghệ Thông tin.
O'Connor-Connolly được bầu làm Phó Thủ tướng trong cuộc tổng tuyển cử Quần đảo Cayman năm 2009, và ngoài chức vụ Phó Thủ tướng, bà còn giữ chức Bộ trưởng Bộ Hành chính, bàng trình, Đất đai và Nông nghiệp. Năm 2012, O'Connor-Connolly đảm nhiệm chức vụ Thủ hiến Quần đảo Cayman, bà cũng từng giữ chức Bộ trưởng Bộ Tài chính, Cơ quan hành chính, bàng trình, Đất đai và Nông nghiệp.
Sau cuộc tổng tuyển cử Quần đảo Cayman, bà đã vượt qua sàn để tham gia đảng Phong trào Tiến bộ Nhân dân vào tháng 5 năm 2013, bà được bổ nhiệm làm Chủ tịch Hội đồng Lập pháp Quần đảo Cayman, rời khỏi vị trí này vào tháng 5 năm 2017. Bà hiện là Bộ trưởng Bộ Giáo dục, Thanh niên, Thể thao, Nông nghiệp và Đất đai.
Trong cuộc tranh luận tại Hội đồng Lập pháp, sau phán quyết hôn nhân đồng giới của Chánh án Anthony Smellie vào ngày 29 tháng 3 năm 2019, O'Connor-Connolly đã mô tả ngày cầm quyền là Thứ Sáu đen tối của Quần đảo Cayman. Bà khuyến khích người dân Cayman làm những gì họ có thể để phản đối đám cưới được lên kế hoạch giữa hai người phụ nữ, thậm chí đến mức làm gián đoạn chính đám cưới. Bộ trưởng Giáo dục đã sử dụng lời cầu nguyện buổi sáng trước cuộc tranh luận để đề cập đến "hành khách đi tàu với lối sống thay thế" khiến đường phố của George Town giống với Sodom và Gomorrah.
O'Connor-Connolly lần đầu tiên được bầu vào Hội đồng Lập pháp năm 1996. Bà là người phụ nữ đầu tiên đại diện cho Quần đảo Chị. Sinh ra và lớn lên trên Cayman Brac, đầu tiên bà theo đuổi sự nghiệp giảng dạy nhưng sau đó nhận được bằng luật từ Đại học Liverpool và là một luật sư hành nghề trước khi tham gia chính trường.